# 풍산로 (청주시)
풍산로(Pungsan-ro)는 충청북도 청주시 흥덕구 가경동 시외버스터미널사거리와 복대동 복대초교입구삼거리 를 잇는 충청북도 청주시의 도로이다. 

## 주요 경유지
충청북도
- 청주시 흥덕구 (가경동 . 복대동)

## 노선
| 이름                 | 접속 노선 | 소재지 | 소재지 | 소재지 | 비고 |
| -------------------- | --------- | ------ | ------ | ------ | ---- |
| 시외버스터미널사거리 | 2순환로   | 청주시 | 흥덕구 | 가경동 |      |
| 터미널주차장사거리   | 풍년로    | 청주시 | 흥덕구 | 가경동 |      |
| 서부소방서사거리     | 가경로    | 청주시 | 흥덕구 | 가경동 |      |
| 발산교               |           | 청주시 | 흥덕구 | 가경동 |      |
| 복대가경시장사거리   | 복대로    | 청주시 | 흥덕구 | 복대동 |      |
| 복대초교입구삼거리   | 성봉로    | 청주시 | 흥덕구 | 복대동 |      |

## 주요 건물 및 시설
- 청주시외버스터미널 (충청북도 청주시 흥덕구 풍산로 6)
- GS25 청주터미널점 (충청북도 청주시 흥덕구 풍산로 6)
- 우리은행 청주가경동지점 (충청북도 청주시 흥덕구 풍산로 6)
- 충북종합관광안내소 (충청북도 청주시 흥덕구 풍산로 14)
- KFC 청주메가폴리스점 (충청북도 청주시 흥덕구 풍산로 15)
- 롯데마트 청주점 (충청북도 청주시 흥덕구 풍산로 15)
- 신한은행 청주터미널금융센터 (충청북도 청주시 흥덕구 풍산로 15)
- 하나은행 청주터미널지점 (충청북도 청주시 흥덕구 풍산로 15)
- 탑텐 메가폴리스청주점 (충청북도 청주시 흥덕구 풍산로 15)
- 영풍문고 청주점 (충청북도 청주시 흥덕구 풍산로 15)
- SK텔레콤 흥덕대리점가경점 (충청북도 청주시 흥덕구 풍산로 18)
- KB국민은행 가경동 (충청북도 청주시 흥덕구 풍산로 18)
- 던킨 청주터미널점 (충청북도 청주시 흥덕구 풍산로 18)
- 미스터피자 청주터미널점 (충청북도 청주시 흥덕구 풍산로 18)
- LG유플러스 가경동 터미널점 (충청북도 청주시 흥덕구 풍산로 18)
- 메가MGC커피 청주터미널사거리점 (충청북도 청주시 흥덕구 풍산로 25)
- 올리브영 청주터미널중앙점 (충청북도 청주시 흥덕구 풍산로 26)
- 본죽 본죽&비빔밥cafe 가경터미널점 (충청북도 청주시 흥덕구 풍산로 41)
- 농협 청주축산농협 가경지점 (충청북도 청주시 흥덕구 풍산로 45)
- SK텔레콤 T world 한음대리점 ICT가경점 (충청북도 청주시 흥덕구 풍산로 49)
- 중소벤처기업진흥공단 충북지역본부 (충청북도 청주시 흥덕구 풍산로 50)
- 한국에너지공단 세종충북지역본부 (충청북도 청주시 흥덕구 풍산로 50)
- SGI서울보증 청주제일대리점 (충청북도 청주시 흥덕구 풍산로 50)
- SK텔레콤 T world 맥스대리점 복대점 (충청북도 청주시 흥덕구 풍산로 101)
- 페리카나 가경동점 (충청북도 청주시 흥덕구 풍산로 103)
- 새마을금고 서청주새마을금고 복대지점 (충청북도 청주시 흥덕구 풍산로 111)
- CU 청주복대시장점 (충청북도 청주시 흥덕구 풍산로 125)
- GS25 청주복대본점 (충청북도 청주시 흥덕구 풍산로 150)
- 충청북도교육도서관 임시청사 (충청북도 청주시 흥덕구 풍산로 167)